# 多裂叶芥
多裂叶芥（学名：Brassica juncea var. multisecta）为十字花科蕓薹屬下的一个变种。

## 扩展阅读
- 維基物種上的相關：多裂叶芥